# Mykoła Bahrow
Mykoła Wasylowycz Bahrow (ukr. Мико́ла Васи́льович Багро́в, ros. Никола́й Васи́льевич Багро́в/Nikołaj Wasiljewicz Bagrow,  ur. 26 października 1937 w Nowotrojićkem, zm. 21 kwietnia 2015 w Symferopolu) – radziecki i ukraiński geograf, pedagog i działacz partyjny.

## Życiorys
W 1959 ukończył Krymski Państwowy Instytut Pedagogiczny pracował jako nauczyciel w szkole średniej, był kandydatem nauk geograficznych, później docentem. Od 1962 należał do KPZR, od 1970 był funkcjonariuszem partyjnym, m.in. kierownikiem Wydziału Nauki i Instytucji Edukacyjnych Krymskiego Komitetu Obwodowego KPU i w latach 1978–1985 sekretarzem Krymskiego Komitetu Obwodowego KPU. Od 13 kwietnia 1985 do 14 grudnia 1988 był II sekretarzem Krymskiego Komitetu Obwodowego KPU, potem kierownikiem sektora i zastępcą kierownika Wydziału Budownictwa Partyjnego i Pracy Kadrowej KC KPZR, od 25 września 1989 do 12 lutego 1991 I sekretarzem Krymskiego Komitetu Obwodowego KPZR, a w latach 1990–1994 przewodniczącym Krymskiej Rady Obwodowej Krymskiej ASRR/Rady Najwyższej Republiki Krymu. Od 1994 był pracownikiem naukowym, a w latach 1999–2014 rektorem Tawrijskiego Uniwersytetu Narodowego.

## Odznaczenia
- Bohater Ukrainy
- Order „Za zasługi”
- Order Księcia Jarosława Mądrego V klasy
- Order Czerwonego Sztandaru Pracy
- Order „Znak Honoru”
- Order Palm Akademickich (Francja)